# گاو چشم
گاوچشم (نام علمی: Schoenus nigricans) نام یک گونه از تیره جگنیان است.